# Astrid Gloria

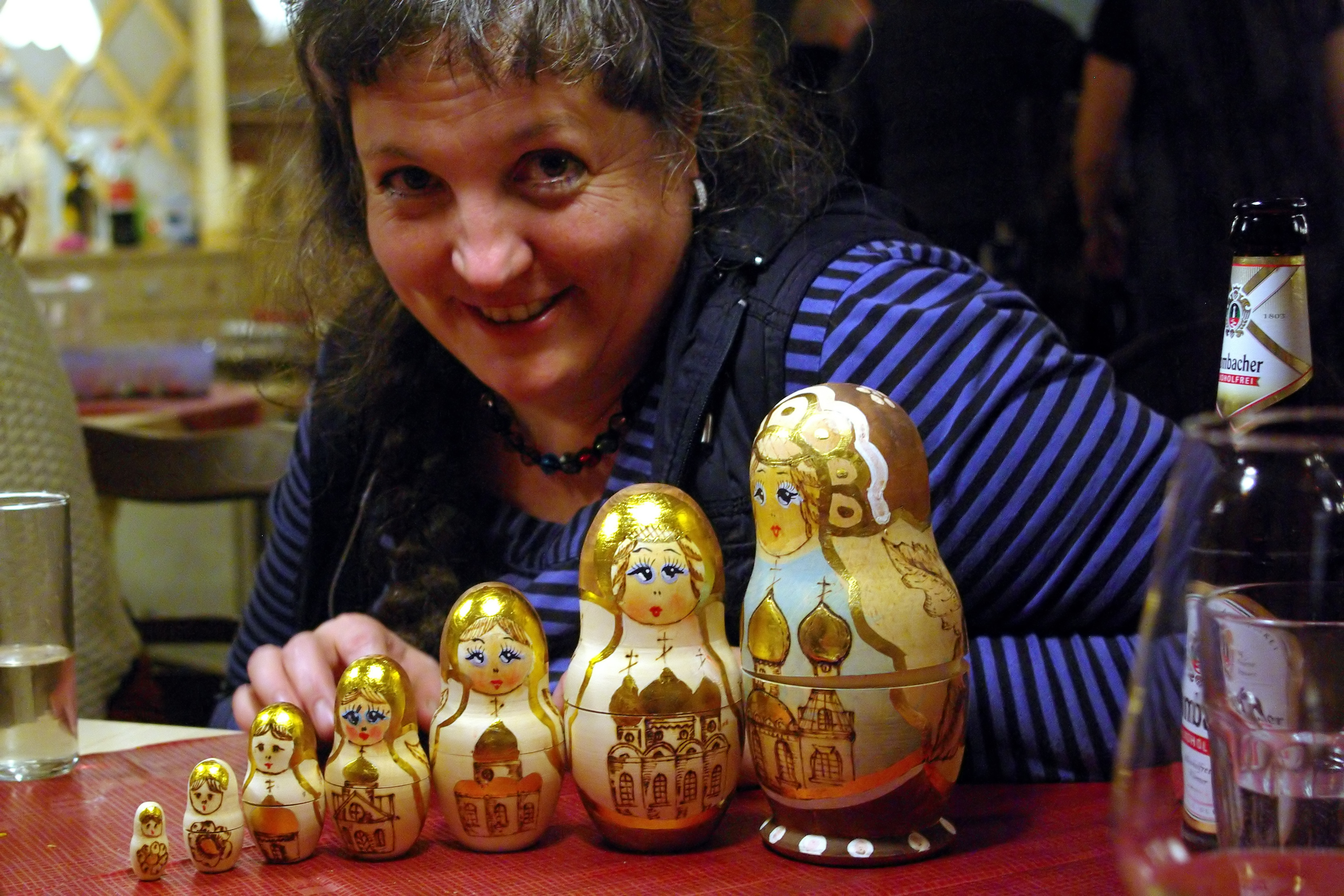
Astrid Gloria, Oktober 2013

Astrid Gloria Irmer (* 19. April 1966 in Göttingen), auch bekannt unter ihrem Künstlernamen Hertha Schwätzig, ist eine deutsche Kabarettistin, Zauberkünstlerin, Sängerin und Bühnenkünstlerin.

## Leben

### Kindheit, Jugend, Studium & Ausbildung
Astrid Gloria verbrachte ihre Kindheit und Jugend in Oppenrod; die Grundschule besuchte sie in Buseck und ihr Abitur machte sie auf der Liebigschule in Gießen. Als Jugendliche spielte sie Theater und schrieb Beiträge für eine Schülerzeitung. Zum Wintersemester 1987/88 zog sie zum Studium nach Hamburg. Nach Abschluss ihres Studiums der Germanistik, Journalistik und Geschichte an den Universitäten Bonn, Norwich (1991 als Master of Arts) und Hamburg (1993 als Magister Artium) nahm sie Schauspiel- und Gesangsunterricht und lernte bei einem Zauberkünstler die Kunst des Showzauberns. Sie absolvierte die Köln Comedy Schule für Profi-Comedians, die sie mit dem „Großen Lachdiplom“ abschloss.

### Bühnenkarriere
1990 trat Astrid Gloria gemeinsam mit Uschi Linke als „Hertha und Berta, die zaubernden Putzfrauen“ erstmals als Kabarettistin auf. Ab 1992, nach der Trennung von Linke, entwickelte sie erste eigene kleine Solo-Programme. Im Mai 1993 debütierte sie mit ihrem ersten abendfüllenden Solo-Programm an der Hamburger Kleinkunstbühne Fools Garden bei Hanne Mogler. Sie trat in den Mitternachtsshows des Hamburger Schmidt Theaters auf. Gemeinsam mit anderen Kabarettistinnen und Komikerinnen war sie 1993 Mitbegründerin der FrontFrauen. Erste Auftritte hatte sie auch an der Kleinkunstbühne Traumstern in Lich. Im Mai 1994 lernte sie im Bürgerhaus Stollwerck Köln den Komponisten Zeus J. Borrmann kennen. Borrmann übernahm die Licht- und Soundeffekte für Astrid Glorias Bühnenprogramme und wurde später auch ihr Lebenspartner.
Als Kabarettistin und Komikerin erlangte Astrid Gloria insbesondere Bekanntheit mit der von ihr im Jahre 1993 kreierten Kunstfigur „Hertha Schwätzig“, mit welcher sie nicht nur solo, sondern auch zusammen mit Krissie Illing und Nessi Tausendschön auf Tour war. Als Hertha Schwätzig bildete sie auch mehrere Jahre lang gemeinsam mit der britischen Komikerin Krissie Illing, die zuvor mit ihrem Partner Mark Britton unter dem Namen Nickelodeon bekannt geworden war, das Duo wilde Weiber. Unter diesem Namen veranstalteten Astrid Gloria und Krissie Illing auch zeitweise das Programm Comedy Ladies Night. Später absolvierte Astrid Gloria eine vegetarische Kochausbildung im BioGourmetClub in Köln sowie eine weitere Ausbildung zur Ernährungsberaterin mit Schwerpunkt auf der Traditionellen chinesischen Medizin. Heute verbindet sie dies alles in ihren Bühnenauftritten, die sie „magisch-vegetarische Kochshows“ nennt und in denen sie als „Zauberköchin“ auftritt.
Astrid Gloria hatte zahlreiche Auftritte auf diversen Kleinkunstbühnen im gesamten Bundesgebiet. Sie wurde wegen ihres schrillen Auftretens und ihrer bunten Outfits mit Künstlerinnen wie Hella von Sinnen und Sissi Perlinger verglichen. Zu ihren bisher bekanntesten Auftrittsorten zählen das Kölner Senftöpfchen und der Quatsch Comedy Club in Berlin und Hamburg. Im Kölner Senftöpfchen stand sie 1999 bei der Gala zum 40-jährigen Bestehen gemeinsam mit Hanns-Dieter Hüsch, Konstantin Wecker, Götz Alsmann, Konrad Beikircher und den Bläck Fööss auf der Bühne. 1997 trat sie in Berlin in der ufaFabrik auf. Sie gastierte mit ihren Programm mehrfach (u. a. September/Oktober 1999, Oktober 2012) im Unterhaus Mainz. Der Deutschlandfunk sendete im November 2002 ein Radioporträt über Astrid Gloria mit Sketchen und Ausschnitten aus ihren Bühnenprogrammen.
Sie gehört dem Magischen Zirkel an und ist Mitglied der International Brotherhood of Magicians.
Astrid Gloria wohnt in Köln.

## Hörspiel
- Hertha Schwätzig: Die Hochzeit zu Kana (Download 2.25 MB)

## Bühnenprogramme (Auswahl)
- 2012–2013: Die verhexte Kürbiskochshow (Mainz: Unterhaus, Köln: Bürgerhaus Stollwerck, Leipzig: Haus der Geschichte)
- 2013: Talk in der Zauberküche (Köln: Bürgerhaus Stollwerck)
- 2013: Club Mix (Berlin: Quatsch Comedy Club)
- 2013: Zauber-Kräuter-Kochshow (Köln: Senftöpfchen-Theater)
- 2013: Apfelkuss & Mandelstern. Eine fröhliche Weihnachts-Kochshow (Köln: Senftöpfchen-Theater, Köln: Bürgerhaus Stollwerck)
- 2013–2014: Liebe, Lust & Sellerie. Ein magischer Ausflug in Aphrodites Küchengarten (Köln: Bürgerhaus Stollwerck, Senftöpfchen-Theater; Nürnberg: Wundermanufaktur)
- 2014: Ladies Night (Landau: Gloria-Kulturpalast)

## Rundfunksendungen
- Chantal Louis: „Die Zeiten werden Hertha“ - Ein Porträt der Zauberin und Kabarettistin Astrid Irmer Autorin. Gesendet am 6. November 2002 auf Deutschlandfunk